# Gemarmerde uilnachtzwaluw
De gemarmerde uilnachtzwaluw (Podargus ocellatus) behoort tot de familie van kikkerbekken (Podargidae).

## Verspreiding en leefgebied
Deze soort komt voor in Nieuw-Guinea en oostelijk en noordoostelijk Australië en telt vijf ondersoorten:
- P. o. ocellatus: Nieuw-Guinea en de nabijgelegen eilanden.
- P. o. marmoratus: Kaap York (noordoostelijk Australië).
- P. o. plumiferus: het oostelijke deel van Centraal-Australië.
- P. o. intermedius: Trobriand-eilanden en D'Entrecasteaux-eilanden.
- P. o. meeki: Sudest, (de Louisiaden).